# Molsheim
Molsheim is een gemeente in het Franse departement Bas-Rhin (regio Grand Est). De gemeente is de onderprefectuur van het arrondissement Molsheim. Het dorp ligt aan de Wijnroute door de Elzas en aan de rivier Bruche. Molsheim telde op 1 januari 2022 9.328 inwoners.

## Geschiedenis
Het jezuïetencollege van Molsheim werd in 1580 opgericht en in 1765 opgeheven. Van 1618 tot 1704 was het de belangrijkste katholieke universiteit in de Elzas en belangrijker dan de lutherse universiteit van Straatsburg.

## Ettore Bugatti

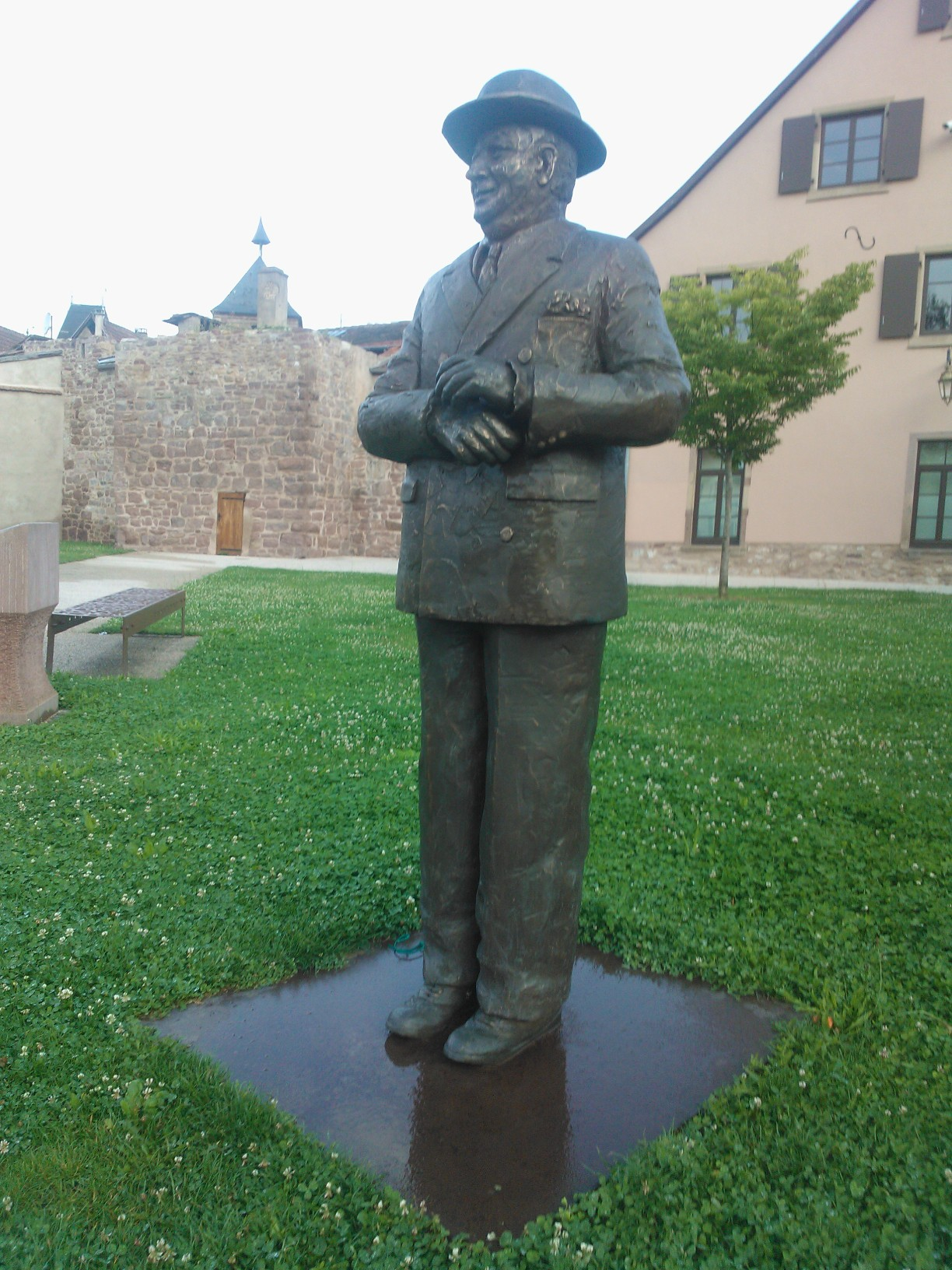
Standbeeld Ettore Bugatti van Mariele Gissinger uit 2009 in Molsheim

Door Ettore Bugatti werd in 1909 het toen Duitse Molsheim gekozen als vestigingsplek voor zijn autofabriek Bugatti. De huidige Bugattifabriek waar de Bugatti Chiron wordt gemaakt is gevestigd in het plaatsje Dorlisheim dat tegen Molsheim aan ligt. Het museum van de Fondation Bugatti is gevestigd in het museum van de Kartuizers, de voormalige priorij van het klooster van deze orde.

## Geografie
De oppervlakte van Molsheim bedroeg op 1 januari 2022 10,85 vierkante kilometer; de bevolkingsdichtheid was toen 859,7 inwoners per km². 

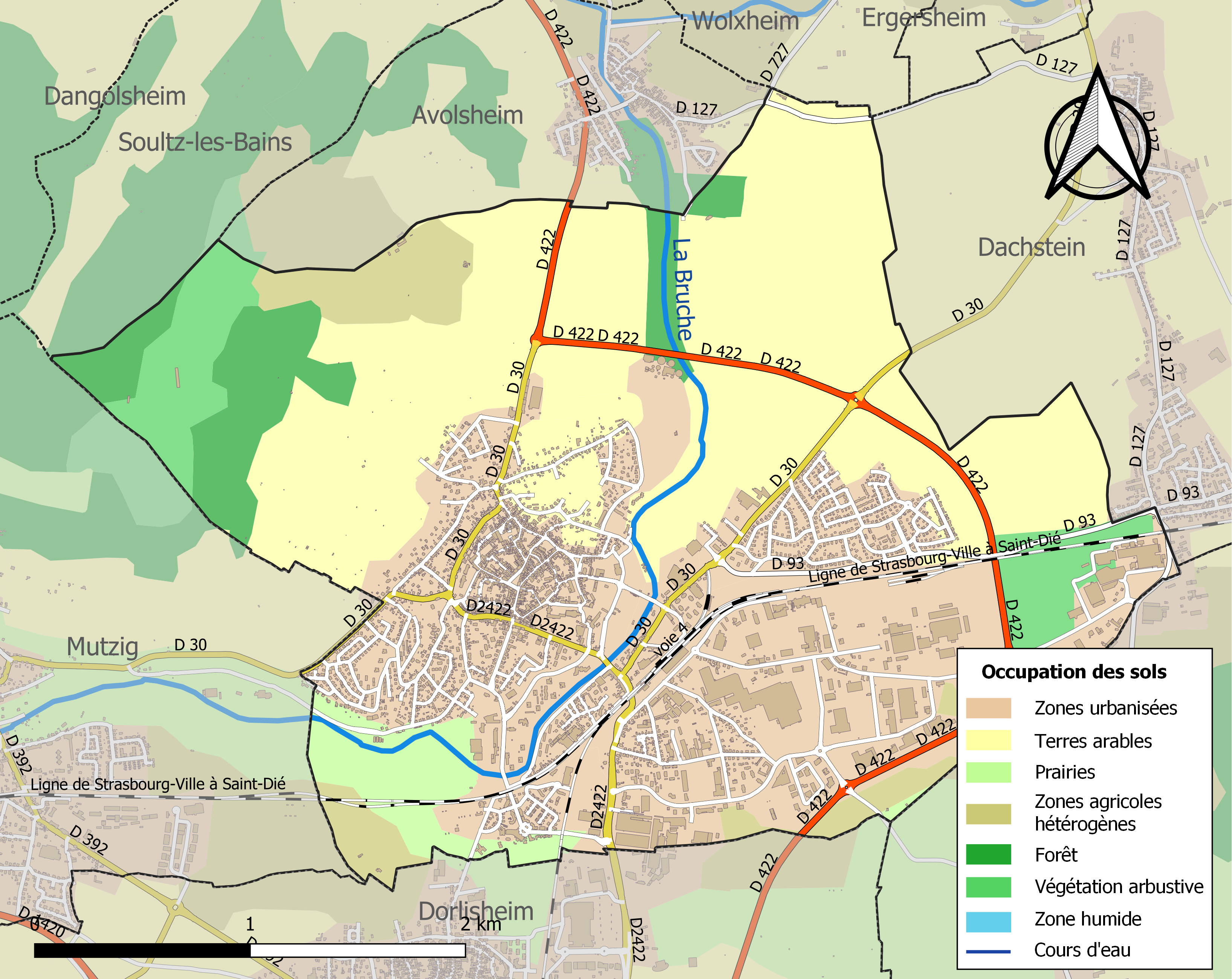
Kaart van de gemeente met de belangrijkste infrastructuur, bodemgebruik en omliggende gemeenten

## Bezienswaardigheden
- Uit de middeleeuwse tijd zijn nog delen van de stadsmuur, de 14e-eeuwse stadspoort en vele monumentale gebouwen aanwezig. Op de markt zijn onder andere het 16e-eeuwse gebouw Metzig (huis van de slagers) met een klok uit 1607
- Het stadje kent verder een muntgebouw en Slot Oberkirch
- De Jezuïetenkerk uit 1615 heeft aanzienlijke afmetingen in verhouding tot de omvang van het stadje vanwege de universiteit die in 1580 in Molsheim gevestigd was

## Demografie
Onderstaande figuur toont het verloop van het inwonertal (bron: INSEE-tellingen).

## Verkeer en vervoer
In de gemeente staat het spoorwegstation Molsheim.

## Galerij

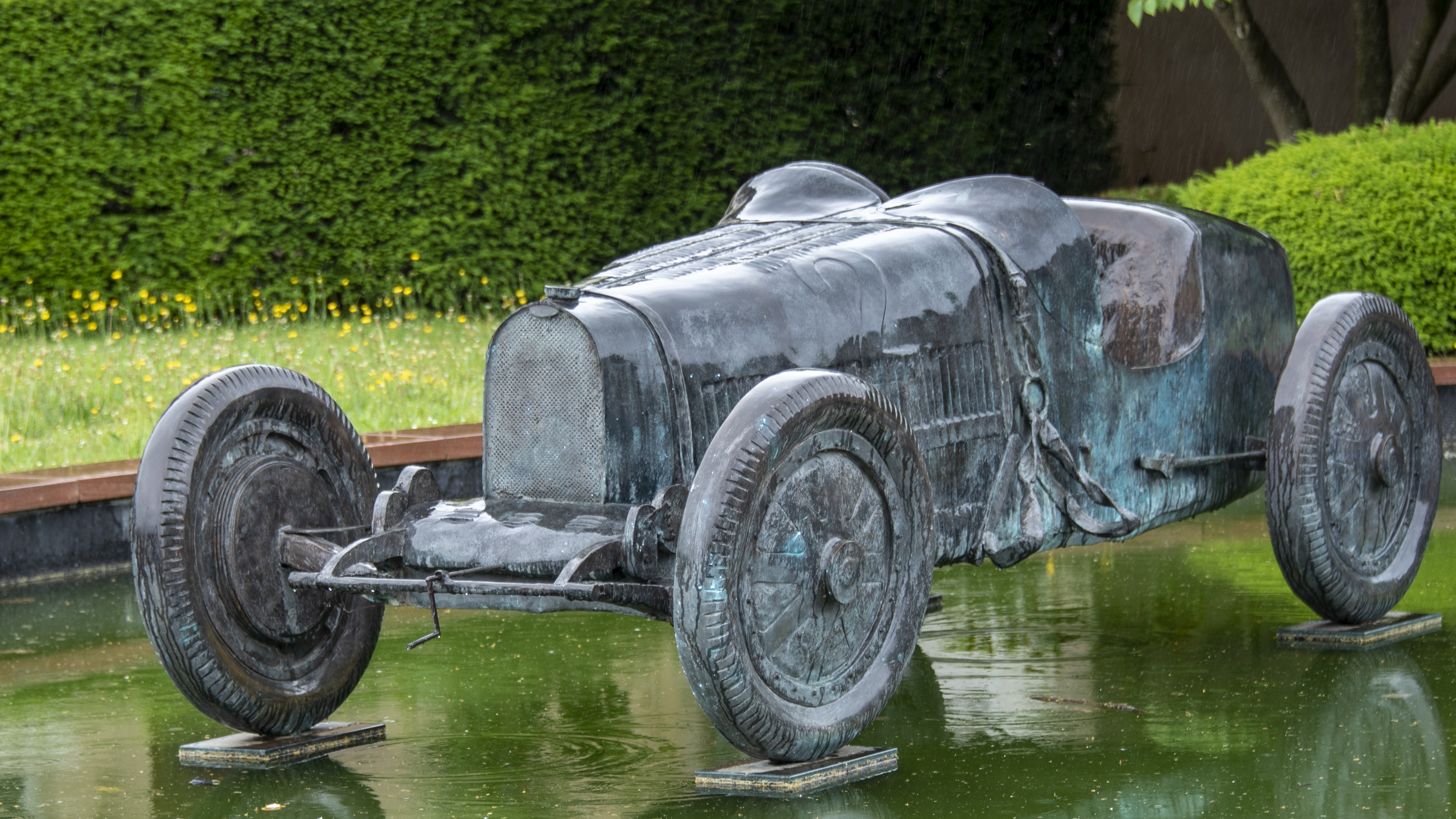
Bugatti Type 35 Grand Prix
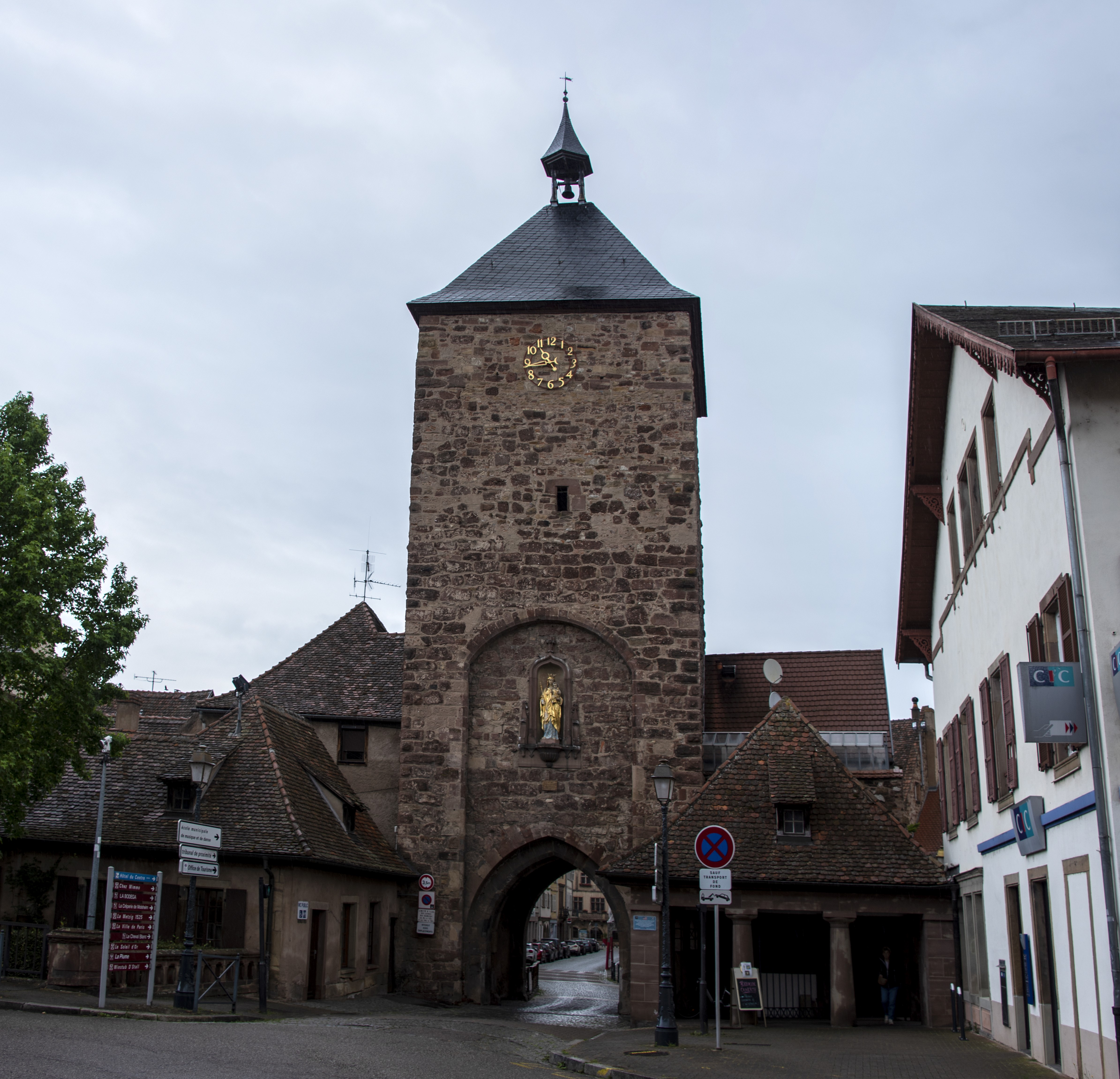
Porte des Forgerons (Smedenpoort)
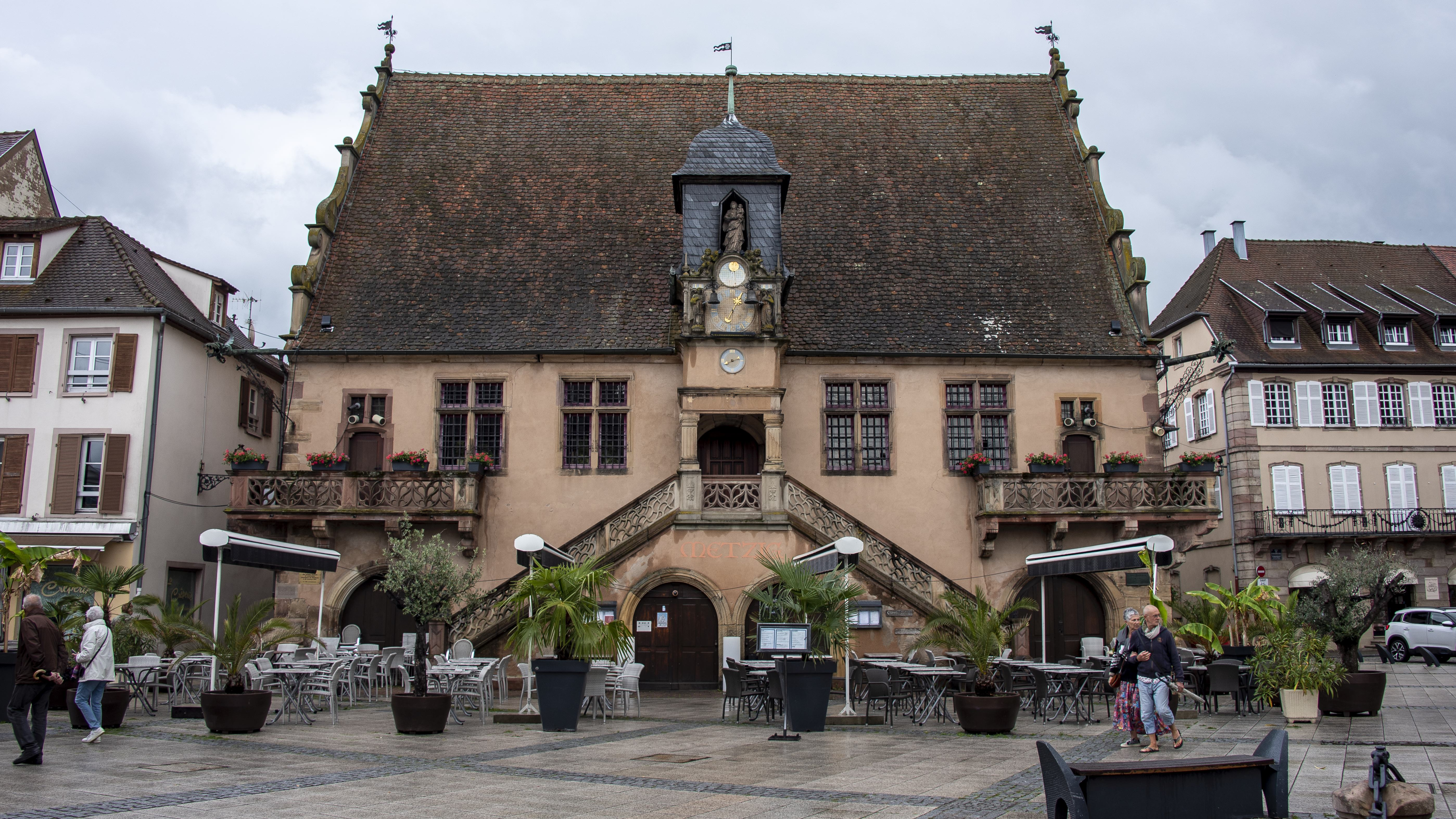
Metzig
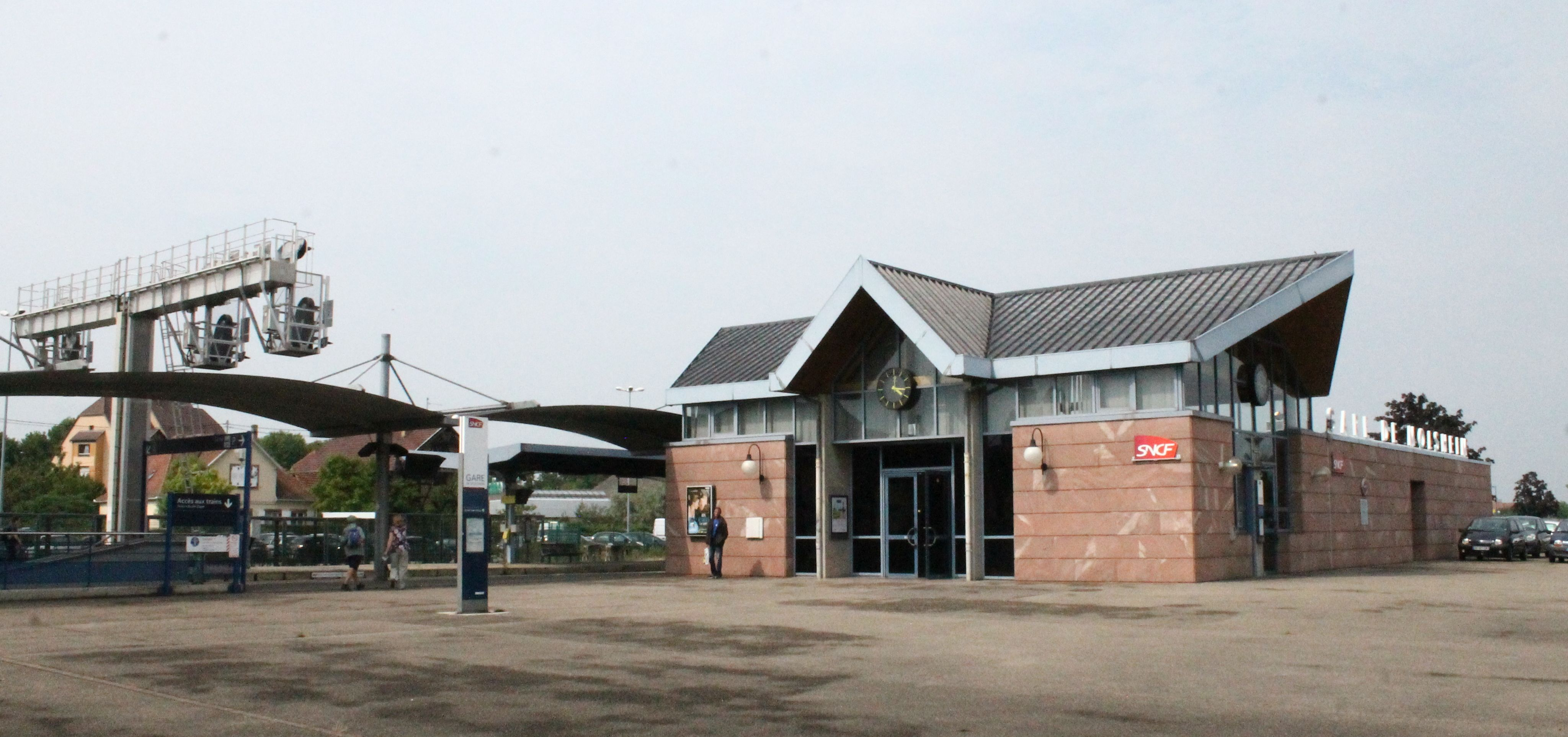
Station